# 9족 원소
9족 원소는 주기율표의 아홉 번째 족에 속하는 화학 원소이다. 코발트, 로듐, 이리듐, 마이트너륨으로 구성된다. 이것들은 모두 d-구역에 속하는 전이 원소이다.
| 주기 | 원소 이름  | 원소 기호 (번호) | 원자 질량    | 녹는점 (K) | 끓는점 (K) | 전기음성도 |
| 4    | 코발트     | Co (27)          | 58.933200(9) | 1768       | 3200       | 1.88       |
| 5    | 로듐       | Rh (45)          | 102.90550(2) | 2237       | 3968       | 2.28       |
| 6    | 이리듐     | Ir (77)          | 192.217(3)   | 2719       | 4701       | 2.20       |
| 7    | 마이트너륨 | Mt (109)         | (268)        | ?          | ?          | ?          |

## 같이 보기
- 백금족 원소